# Hugo Menze
Hugo Menze (* 21. Dezember 1931 in Unna; † 18. Oktober 2015 in Freudenstadt) war ein deutscher Historiker und Germanist.

## Leben
Menze studierte nach dem Abitur am Hittorf-Gymnasium in Recklinghausen ab 1952 in Bonn und Freiburg im Breisgau Geschichte und Germanistik. Während seines Studiums trat er 1953 dem Freiburger Wingolf bei. 1957 wurde er mit einer Arbeit bei Gerhard Ritter über Deutsch-österreichische Anschlussversuche vor 1933, insbesondere 1931 promoviert. Sein 2. Staatsexamen legte er in Bielefeld ab. Danach war er zunächst als Lehrer am Altsprachlichen Gymnasium in Minden/Westfalen tätig. 1966 wurde er Lehrer an der kaufmännischen Eduard-Spranger-Schule in Freudenstadt, wo er bis zu seinem Ruhestand, zuletzt als Studiendirektor tätig war. Neben Geschichte und Germanistik unterrichtete er dort Kunst und Ethik. Daneben gab Menze zahlreiche Bücher heraus. Für sein Werk Die Kultusminister und Bildungspolitik in Baden-Württemberg 1945–2006 erhielt er die Staufermedaille des Landes.
Von 1973 bis 1989 war er für die FDP Mitglied des Gemeinderates. Für seine Verdienste um Freudenstadt wurde ihm 2014 der goldene Christophstaler verliehen.

## Schriften (Auswahl)
- Die Kultusminister und Bildungspolitik in Baden-Württemberg 1945–2005. Verlag Regionalkultur, Ubstadt-Weiher 2008.
- Freudenstadt im Schwarzwald. Wartberg-Verlag, Gudensberg-Gleichen 1998.
- Deutsch – sprechen, schreiben, verstehen. Stam, Köln 1993.
- Auf den Schwarzwaldhöhen. Schillinger, Freiburg im Breisgau 1985.
- Geschichte des Wingolf 1945–1968. In: Geschichte des Wingolf 1830–1994. Hannover 1998, S. 257ff.
- Der Freiburger Wingolf. Lahr 1961.
- Geschichte des Wingolfs 1917–1970. Lahr 1971 (gemeinsam mit Hans-Martin Tiebel).
- Deutsch-österreichische Anschlußversuche vor 1933, insbesondere 1931. o. O., 1957.